# Tiempo de CPU

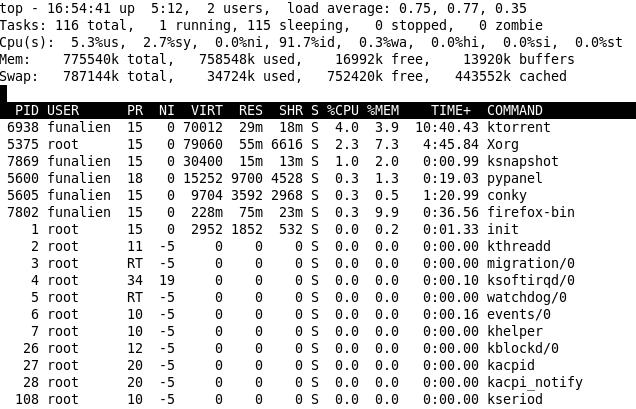
Exhibición del tiempo de CPU (usando top) de varios procesos en un sistema tipo Unix (GNU/Linux) (la columna "TIME+").

El tiempo de CPU (o uso del CPU, o tiempo de proceso) es la cantidad de tiempo en que la unidad central de proceso fue usada para procesar las instrucciones de un programa de computadora, en oposición a la espera por las operaciones de entrada/salida, por ejemplo. El tiempo CPU es a menudo medido en impulsos del reloj (clock ticks) o como un porcentaje de la capacidad del CPU. Es usado como un punto de comparación en el uso del CPU de un programa.
En contraste, el tiempo real transcurrido (o simplemente el tiempo real, o el tiempo de reloj de pared) es el tiempo tomado desde el inicio de un programa de computadora hasta su finalización según lo medido por un reloj ordinario. El tiempo real transcurrido incluye el tiempo de la entrada/salida y todos los otros tipos de esperas incurridas por el programa.